# جاكي شيلدون
جاكي شيلدون (بالإنجليزية: Jackie Sheldon)‏ (11 فبراير 1887 في المملكة المتحدة - 1943 بمانشستر في المملكة المتحدة) هو لاعب كرة قدم بريطاني (وحمل سابقاً جنسية المملكة المتحدة لبريطانيا العظمى وأيرلندا) في مركز الهجوم. لعب مع مانشستر يونايتد ونادي إيفرتون ونادي ليفربول.